# Mars Horizon
Mars Horizon (укр. обрій Марса) — відеогра 2020 року, розроблена студією Auroch Digital та поширена видавцем The Irregular Corporation, на тематику космічних перегонів та пілотованої місії на Марс.
Випуск гри відбувся 17 листопаду 2020 року, на платформах Microsoft Windows, PlayStation 4, Xbox One, Nintendo Switch.

## Ігровий процес
Перш за все, гравець обирає державу космічного агентства: США, ЄКА, Радянський Союз (пізніше Росія), Китай та Японія. Публічна підтримка визначає бюджет від держави для агентства, своєю чергою, розвинуте дерево технологій відкриває місії, будівлі та частини ракет для оптимізації дослідницького прогресу. Місії — це основні події космічних перегонів, такі як запуск першого супутника, перший політ людини в космос, перші зонди до різних планет Сонячної системи, висадка на Місяць тощо. Під час цих місій гравець повинен завершити мініігри, щоб виконати місію, під час цих мініігор гравцям даються квоти на певні ресурси, такі як енергія, радіація, тепло тощо, які вони повинні використати за призначенням. Якщо наявні ресурси не будуть адаптовані, місія закінчиться з провалом. Пізніші етапи гри зосереджені на потенційних місіях, які в реальності ще не були виконані, таких як перша місія з повернення зразків з Марса. Гра закінчується першою місією з висадкою людини на Марс.

## Створення
Mars Horizon є результатом співпраці Auroch Digital з Європейським космічним агентством та Космічним агентством Великої Британії. Команда розробників перебувала на об'єктах у Німеччині та Нідерландах, отримуючи досвід з перших рук щодо розвитку космічних програм, зокрема поточних проєктів з досягнення Марса. В інтерв'ю брали участь співробітники місії «ЕкзоМарс». Співробітники ЄКА, своєю чергою, надавали технічну допомогу, поради щодо ігрового процесу та тестування.

## Відгуки
Гра отримала змішані відгуки на Metacritic. Джо Робінсон з PCGamesN похвалив успіх у передачі дива дослідження космосу за допомогою суворого підходу жорсткої наукової фантастики, який він раніше бачив лише у подібній грі Kerbal Space Program. Він зазначив, що головна відмінність полягає в тому, що у попередній грі KSP гравець сам керує кораблями, тоді як у Mars Horizon гра просто перестрибує між екранами, меню та відеозаписами. Елізабет Гауелл зі Space.com похвалила наявність технологічного дерева аерокосмічної інженерії. Вона також вважає, що гра має хорошу адаптацію історії освоєння космосу, та дає зрозуміти, що не тільки США і Росія були значними дослідниками космосу в старі часі його освоєння. Вона також вважає, що ігролад змушує гравця поставати перед труднощами, з якими доводиться стикатися реальним космічним агентствам, такими як ризик пошкодження дорогих кораблів через непередбачені проблеми.

## Продовження
Auroch Digital анонсувала продовження під назвою Mars Horizon 2: The Search for Life, з орієнтованим випуском у 2024 році. У наступній частині будуть представлені різні космічні агентства, які будуть або суперниками, або союзниками, а основна увага буде зосереджена на пошуку позаземного життя. Американський планетолог Костянтин Батигін приєднався до команди розробників, щоб забезпечити зворотний зв'язок щодо деталей реального пошуку життя на Марсі, задля гарантії точності гри до реальності.